# Теорія змови щодо діяльності Байдена в Україні

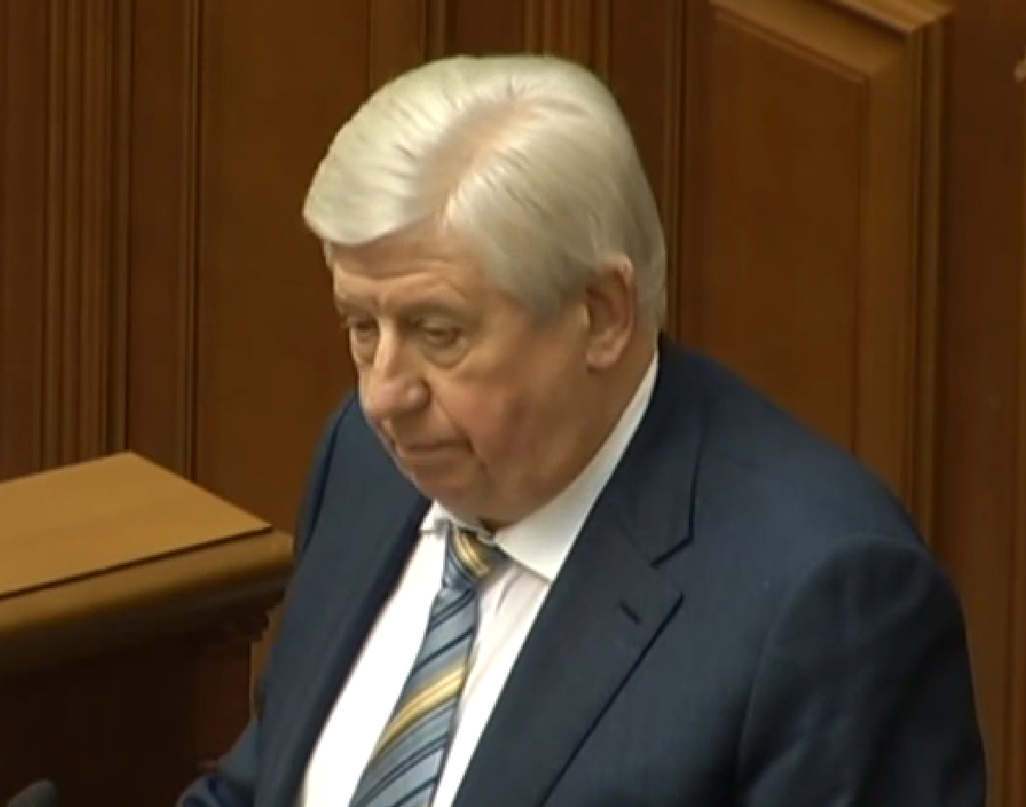
Віктор Шокін, був одним із основних суб'єктів теорії змови. Ця вищезазначена теорія змови може дати інформацію для роздумів, що Джо Байден на пості віцепрезидента США утримав державну допомогу, щоб мати вплив та змусити Україну звільнити Шокіна та запобігти розслідуванню корупції щодо свого сина Гантера Байдена, та внеможливити розслідування цього факту

Теорія змови про Байдена та Україну є серією спростованих тверджень про те, що Джо Байден, будучи віцепрезидентом США, займався корупційною діяльністю, пов'язаною з українською газовою компанією Burisma. Затвердження були поширені на тлі скандалу навколо опублікованої розмови Трампа та Зеленського, де перший пропонував фінансову та військову допомогу Україні в обмін на інформацію, що компрометує проти Джо Байдена  В спільному розслідуванні двох комітетів із республіканців яке було опубліковане у вересні 2020 року, не було виявлено правопорушень із боку віцепрезидента США Байдена. У спеціально створеному із цього приводу Комітеті Палати представників США у справі сім'ї Байденів також не змогли виявити доказів цих злочинів.
Вищезазначена теорія змови стверджує, що тодішній віцепрезидент США Джо Байден утримував державну допомогу, щоб змусити Україну звільнити прокурора Віктора Шокіна, який розслідував корупційну справу щодо компанії Burisma та його сина Гантера Байдена. Насправді США призупинили державну допомогу відповідно до офіційної та двопартійної політики федерального уряду Сполучених Штатів. Уряд США разом із Європейським союзом, Світовим банком та Міжнародним валютним фондом вважав прокуратуру України під керівництвом Віктора Шокіна «корумпованою, неефективною та надто поблажливою» у розслідуванні діяльності олігархів та великих компаній, включаючи компанію Burisma. У січні 2018 року Джо Байден оголосив свої вимоги та заявив про утримання державної допомоги, перш ніж прокурора буде звільнено.

## Передісторія
Син Джозефа Байдена, Гантер Байден — американський юрист, який займав керівні позиції в холдинговій компанії MNBA[розшифрувати абревіатуру] та Міністерстві торгівлі США. 2006 року Джордж Буш-молодший призначив його до ради директорів американської залізничної корпорації Amtrak. З цієї корпорації Гантер Байден пішов у лютому 2009 року, невдовзі після інавгурації Барака Обами, коли його батько Джо Байден став віцепрезидентом. Далі він працював радником у юридичній фірмі Boies Schiller Flexner LLP, поки українська нафтогазова компанія Burisma не найняла його у квітні 2014 року. Оскільки Гантер Байден не мав досвіду роботи в Україні, як і в енергетичному секторі, деякі розглядали це як ймовірну спробу заручитися впливом через його батька. І хоча Гантера найняли для проведення спільних корпоративних консультацій, а не для надання експертних послуг у галузі енергетики, така робота багатьма була описана як потенційний конфлікт інтересів.